# Dassault Falcon 900
El Dassault Falcon 900, abreviado comúnmente como F900, es un avión de negocios trirreactor fabricado por la compañía francesa Dassault Aviation.

## Desarrollo

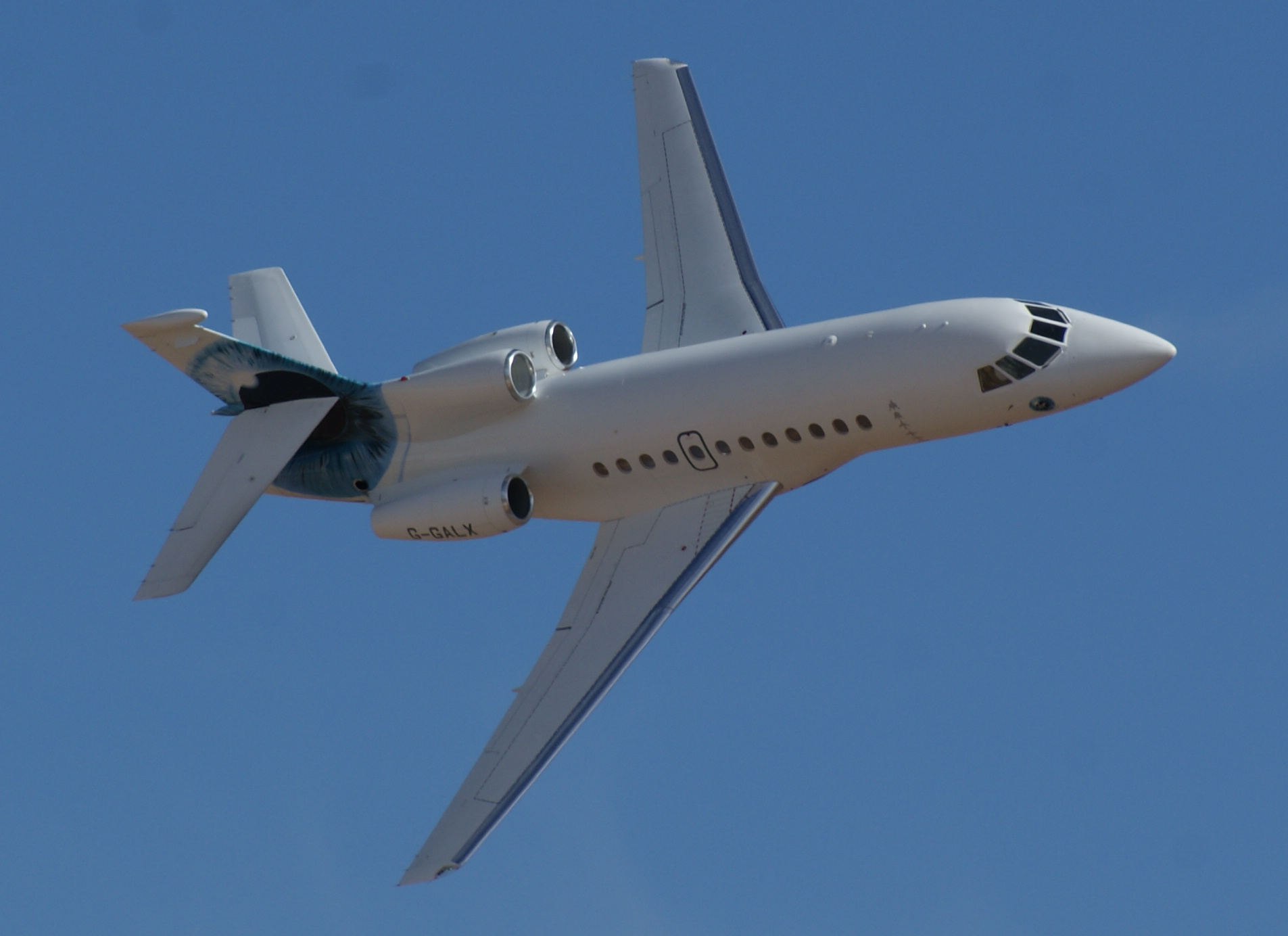
Un Falcon 900EX durante una pasada.

El Falcon 900 es un desarrollo del Falcon 50, así mismo un desarrollo del anterior Falcon 20. El diseño del Falcon 900 incorpora materiales compuestos.
Otros modelos incluyen el Falcon 900B, que presenta un alcance aumentado, y el Falcon 900EX, que presenta otras mejoras en los motores y el alcance, y una cabina de vuelo totalmente de cristal. El Falcon 900C es un compañero del Falcon 900EX y reemplaza al Falcon 900B. Versiones posteriores son el Falcon 900EX EASy y el Falcon 900DX. En EBACE 2008, Dassault anunció otro desarrollo de la serie 900: el Falcon 900LX, que incorpora winglets combinados de alto mach, diseñados por Aviation Partners Inc.
En 2022, el precio del 900LX equipado era de 44 millones de dólares.

## Variantes
Falcon 900
Versión inicial. Equipado con tres motores turbofán Garrett TFE731-5AR-1C de 20 kN (4500 lbf).
Falcon 900 MSA
Versión de patrulla marítima para la Guardia Costera de Japón. Equipado con radar de búsqueda y con capacidad de lanzamiento de equipamiento de rescate.
Falcon 900B
Versión mejorada, que entró en servicio en el año 1991. Equipado con tres motores turbofán TFE731-5BR-1C de 21,13 kN (4750 lbf).
Falcon 900EX
Versión de largo alcance, con tres motores TFE731-60 de 22,24 kN (5000 lbf) de empuje y mayor capacidad de combustible, ofreciendo un alcance de 8340 km (4501 nmi; 5,180 millas). Mejoras en la aviónica. Entró en servicio en 1996.
Falcon 900C
Reemplazo del 900B con mejoras en la aviónica. Introducido en el año 2000.
Falcon 900DX
Versión equipada con motores TFE731-60.
Falcon 900LX
Variante del 900EX equipada con dispositivos de punta alar diseñados por Aviation Partners Inc. Su radio de acción es de 8890 km (5520 mi).

## Operadores

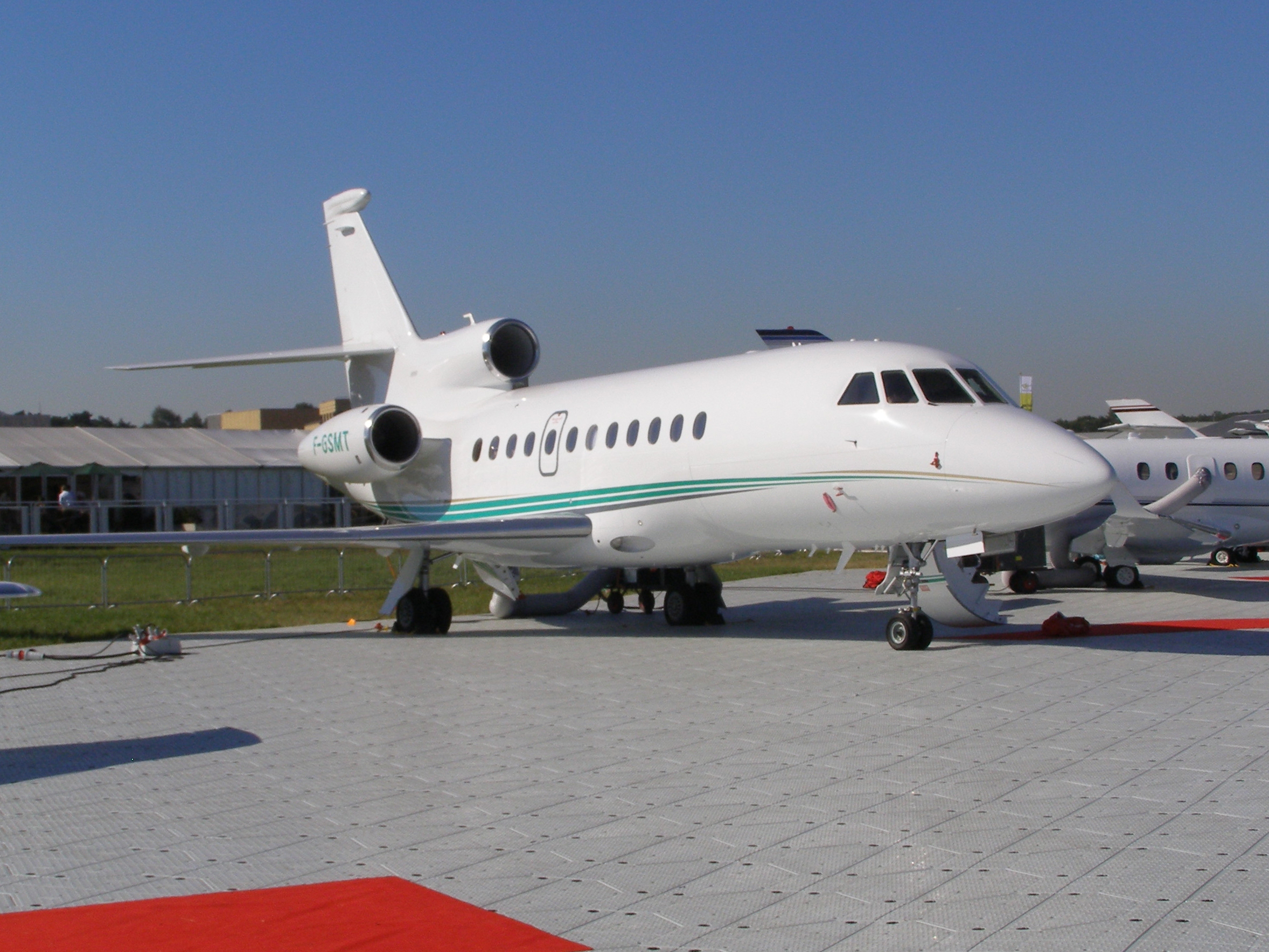
Dassault Falcon 900EX.

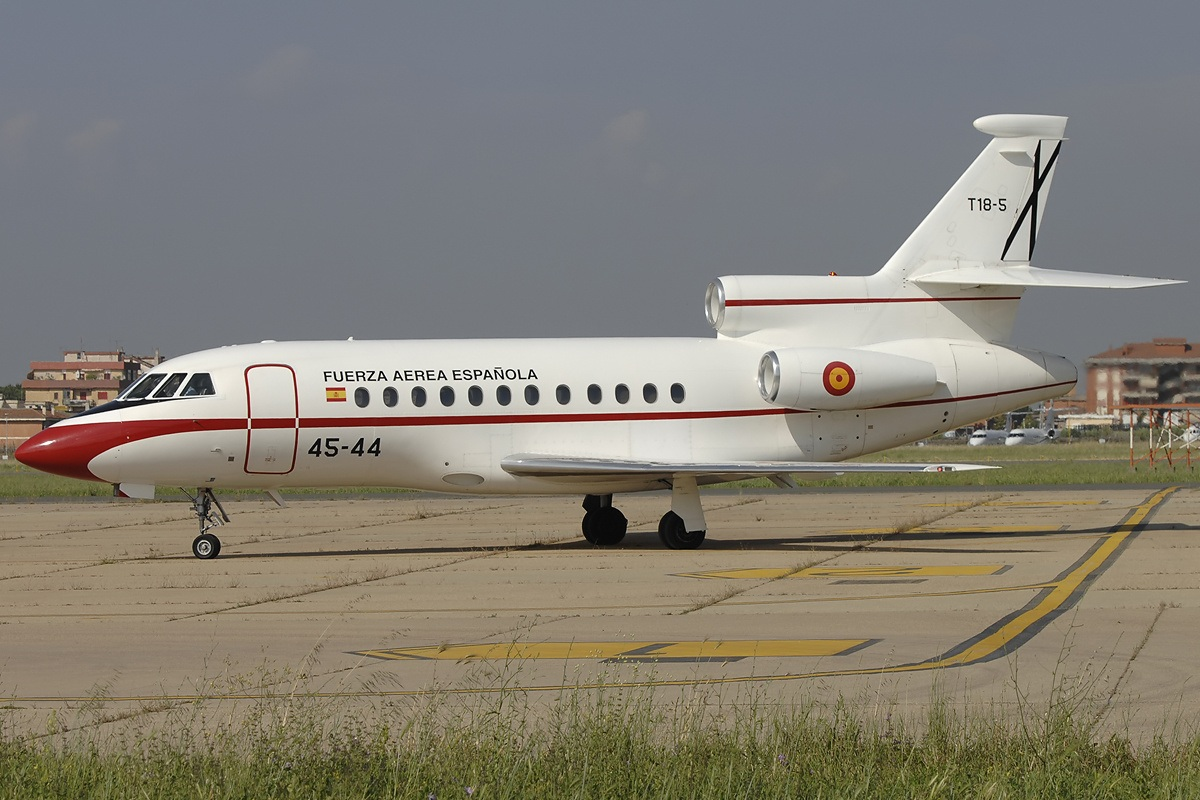
Un Falcon 900B del Ejército del Aire de España en el Aeropuerto de Roma-Ciampino.

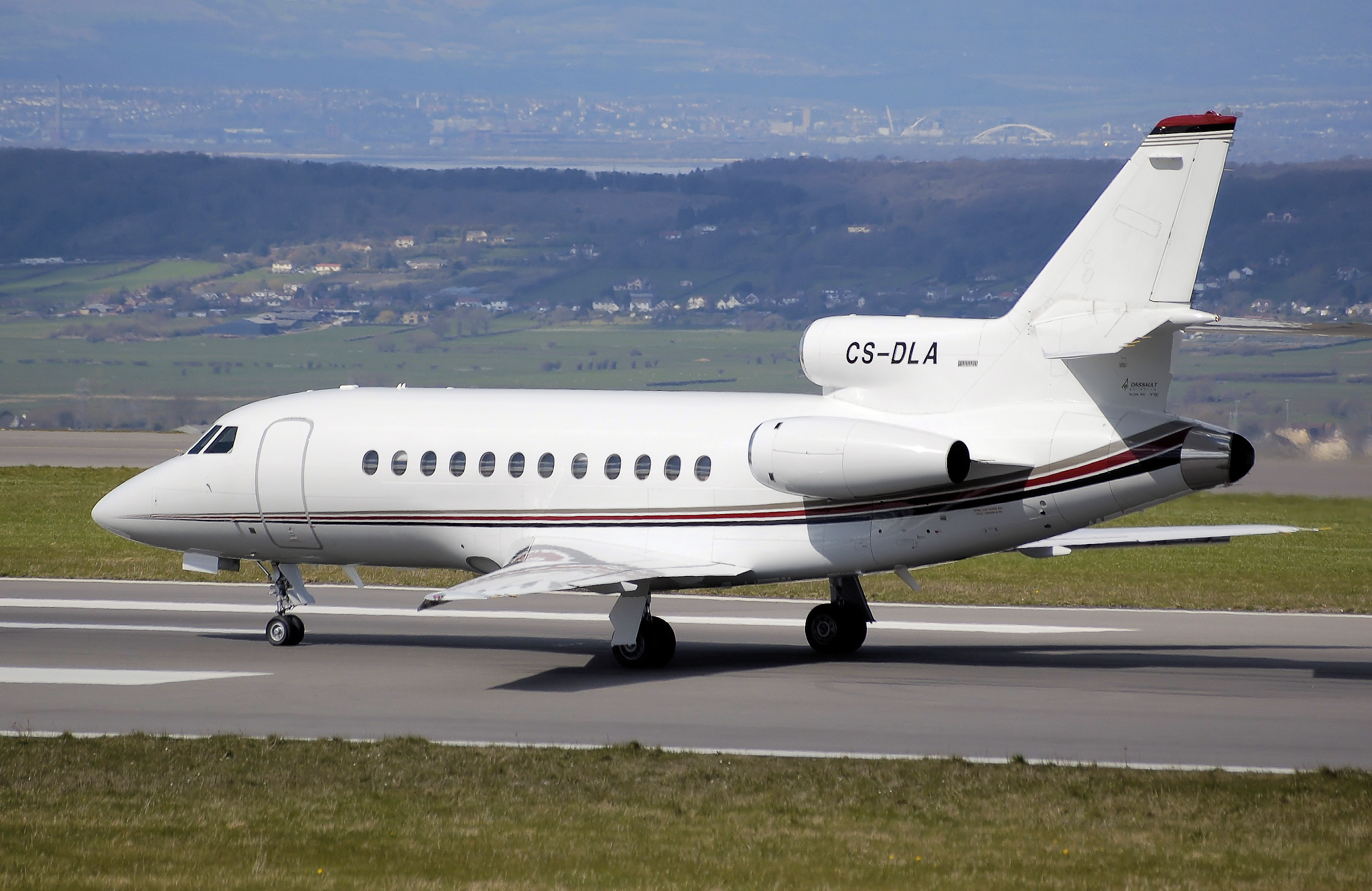
Dassault Falcon 900B de NetJets Europe después de aterrizar en el Aeropuerto Internacional de Bristol, Reino Unido.

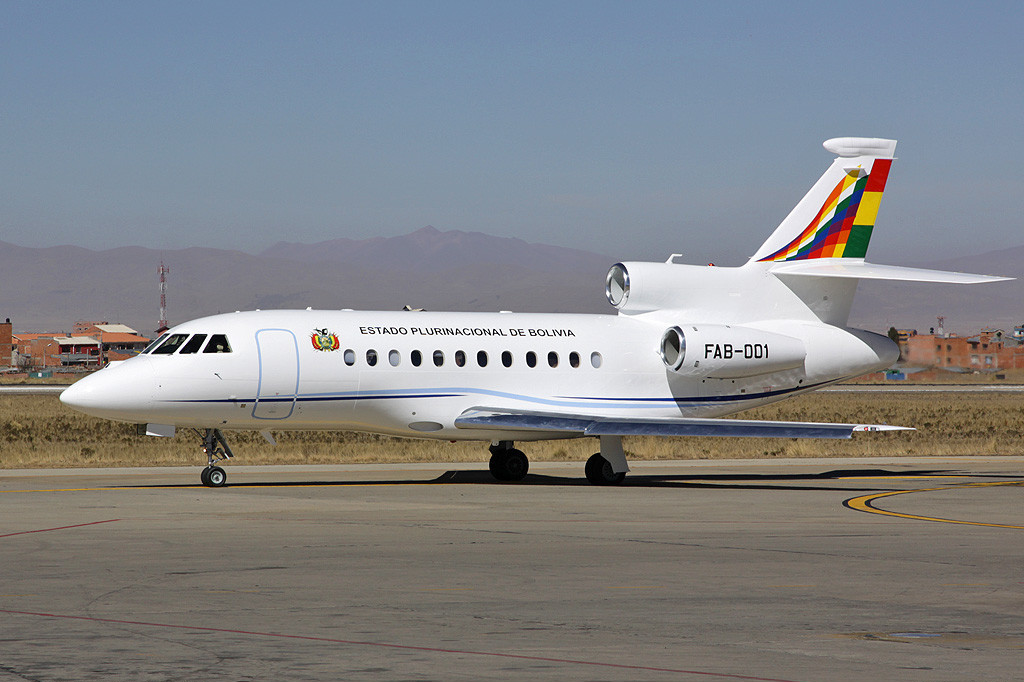
Avión Falcon 900EX perteneciente la Fuerza Aérea Boliviana (FAB) el cual es utilizado como el avión presidencial de Bolivia.

### Militares
Argelia
- Fuerza Aérea de Argelia

 Australia
- Real Fuerza Aérea Australiana (1989-2003)

 Bélgica
- Componente Aéreo Belga

 Bolivia
- Fuerza Aérea Boliviana: transporte presidencial.[10]

 Emiratos Árabes Unidos
- Fuerza Aérea de los Emiratos Árabes Unidos

 España
- Ejército del Aire y del Espacio de España

 Francia
- Fuerza Aérea Francesa

 Gabón
- Fuerza Aérea de Gabón

 Italia
- Fuerza Aérea Italiana

 Japón
- Guardia Costera de Japón

 Malasia
- Real Fuerza Aérea de Malasia

 Namibia
- Fuerza Aérea de Namibia

 Nigeria
- Fuerza Aérea de Nigeria

 Sudáfrica
- Fuerza Aérea de Sudáfrica

 Siria
- Fuerza Aérea Árabe Siria

 Suiza
- Fuerza Aérea Suiza

 Venezuela
- Aviación Militar Bolivariana

## Especificaciones (Falcon 900B)
Referencia datos: Brasseys

### Características generales
- Tripulación: Dos
- Capacidad: 19 pasajeros
- Longitud: 20,2 m (66,3 ft)
- Envergadura: 19,3 m (63,4 ft)
- Superficie alar: 49 m² (527,4 ft²)
- Peso vacío: 10 255 kg (22 602 lb)
- Peso máximo al despegue: 20 640 kg (45 490,6 lb)
- Planta motriz: 3× turbofán AlliedSignal TFE731-5BR-1C.
  - Empuje normal: 21,1 kN (2155 kgf; 4750 lbf) de empuje cada uno.
- Alargamiento: 7,63:1
- Capacidad de combustible: 8690 kg (19 160 lb)

### Rendimiento
- Velocidad nunca excedida (Vne): Mach 0,84-0,87
- Velocidad crucero (Vc): 950 km/h (590 MPH; 513 kt) (Mach 0,85 (a 11 000 m (36 000 pies))
- Velocidad de entrada en pérdida (Vs): 158 km/h (98 MPH; 85 kt) (ruedas y flaps abajo)
- Alcance: 7400 km (3996 nmi; 4598 mi) (con 8 pasajeros)
- Techo de vuelo: 15 500 m (50 853 ft)

## Aeronaves relacionadas

### Desarrollos relacionados
- Dassault Falcon 20
- Dassault Falcon 50
- Dassault Falcon 2000
- Dassault Falcon 7X

### Aeronaves similares
- Embraer Legacy 600/650
- Bombardier Challenger 605
- Bombardier Global 5500
- Gulfstream G450

### Secuencias de designación
- Secuencia Falcon _ (interna de Dassault): ← 50 - 100 - 200 - 900 - 2000 - 5X - 6X →
- Secuencia de designación de aeronaves de las Fuerzas Armadas Italianas: ← E-550 - KC-707 - KC-767 - C-900 - P-1150 - F-2000 - T-2006
- Secuencia T._ (Aeronaves de Transporte del Ejército del Aire español, 1978-presente): ← T.15 - T.16 - T/TK/TM.17 - T.18 - T/TR/TM.19 - TR/TM.20 - T.21 →